# Parere
Un parere è l'opinione su determinate circostanze o sulla condotta da seguire espressa, sotto forma di giudizio, su richiesta di altri. Nel diritto è l'atto giuridico con il quale viene manifestato tale giudizio. 

## Pareri nell'ambito di procedimenti
Nella fase istruttoria di un procedimento, soprattutto amministrativo, l'organo competente (detto organo attivo) può o, in certi casi, deve acquisire il parere di un altro organo, di solito collegiale (detto organo consultivo), per decidere con cognizione di causa. 
Il parere acquisto nel corso del procedimento non è provvedimento ma atto endoprocedimentale, reso in esito ad un subprocedimento avviato dalla richiesta dell'organo attivo. Se consente all'organo attivo di decidere con cognizione di causa, soprattutto quando la decisione richiede conoscenze specialistiche di cui non dispone, d'altro canto rappresenta anche un appesantimento procedurale, dilatando i tempi per la conclusione del procedimento.
Quest'ultima considerazione ha indotto il legislatore italiano, nell'ambito delle riforme apportate al sistema amministrativo sul finire del XX secolo, a ridurre drasticamente i casi di parere obbligatorio nell'ambito del procedimento amministrativo, in precedenza piuttosto frequenti (si pensi alle norme che imponevano agli organi delle amministrazioni statale di richiedere, per numerosi atti, il parere del Consiglio di Stato).

### Pareri facoltativi, obbligatori e vincolanti
Il parere acquisito nel corso del procedimento può essere:
- facoltativo/obbligatorio, se l'organo attivo è tenuto o meno a richiederlo
- vincolante/non vincolante, se l'organo attivo, una volta ricevuto il parere, è tenuto o meno a decidere in conformità ad esso

Sono dunque possibili le quattro combinazioni: 
1. facoltativo e vincolante (posso richiederlo o non richiederlo, ma se lo richiedo mi devo conformare)
2. obbligatorio e vincolante (devo richiederlo e mi devo conformare)
3. facoltativo e non vincolante (posso richiederlo o non richiederlo, se lo richiedo non ho l'obbligo di conformarmi)
4. obbligatorio e non vincolante (devo richiederlo, ma non ho l'obbligo di conformarmi)[2]

Va aggiunto che:
- talvolta la decisione difforme al parere è consentita ma con aggravamenti procedurali (come una maggioranza più elevata per l'approvazione, un obbligo di motivazione oppure la devoluzione della competenza ad altro organo); si suol parlare, in questi casi, di parere parzialmente vincolante (o semivincolante);
- alcuni autori distinguono il parere vincolante da quello conforme, che l'organo attivo è tenuto a chiedere, potendo poi scegliere se adottare il provvedimento, nel qual caso deve decidere in conformità ad esso, o non adottarlo;
- nel diritto amministrativo italiano, dottrina e giurisprudenza ritengono che la scelta di non conformarsi al parere richiesto debba essere adeguatamente motivata nel provvedimento.[3]
- nell'ordinamento italiano sono qualificati come atti amministrativi non impugnabili autonomamente.

### Pareri di legittimità, tecnici e di opportunità
Quanto al contenuto, il parere acquisito nel corso del procedimento può essere:
- di legittimità, se contiene un giudizio fondato su norme giuridiche;
- tecnico, se contiene un giudizio fondato su regole tecnico-scientifiche (non giuridiche);
- di opportunità, se contiene un giudizio circa la convenienza dell'emanando provvedimento.

Nella pratica la distinzione non è sempre agevole perché il diritto positivo può configurare pareri a contenuto misto.